# Schizopygopsis stoliczkai
Schizopygopsis stoliczkai es una especie de peces de la familia Cyprinidae en el orden de los Cypriniformes.

## Morfología
Los machos pueden llegar alcanzar los 34 cm de longitud total.

## Hábitat
Es un pez de agua dulce.

## Distribución geográfica
Se encuentra en el Afganistán, Pakistán, India, Tíbet e Irán.